# Cantonul Lyon-XI
Cantonul Lyon-XI este un canton din arondismentul Lyon, departamentul Rhône, regiunea Rhône-Alpes, Franța.